# Mitsuru Kohno
Mitsuru Kohno, (född den 13 augusti 1946) var en japansk före detta bordtennisspelare och världsmästare i singel, mixed dubbel och lag. Han var även asiatisk mästare  i singel och flerfaldig mästare i dubbel, mixed dubbel och lag.
Hans största merit är singeltiteln i VM 1977 då han vann över Guo Yuehua. 
Han spelade sitt första VM 1967 och 1977 - 11 år senare sitt 6:e och sista. Under sin karriär tog han 11 medaljer i bordtennis-VM, 3 guld, 4 silver och 4 brons.

## Meriter
- Bordtennis VM
  - 1967 i Stockholm
    - 2:a plats singel
    - 3:e plats dubbel (med Nobuhiko Hasegawa)
    - 1:a plats med det japanska laget

  - 1969 i München
    - 3:e plats dubbel (med Shigeo Itoh)
    - 2:a plats mixed dubbel (med Saeko Hirota)
    - 1:a plats med det japanska laget

  - 1971 i Nagoya
    - kvartsfinal dubbel
    - kvartsfinal mixed dubbel
    - 2:a plats med det japanska laget

  - 1973 i Sarajevo
    - kvartsfinal mixed dubbel
    - 3:e plats med det japanska laget

  - 1975 i Calcutta
    - 3:e plats singel
    - 6:e plats med det japanska laget

  - 1977 i Birmingham
    - 1:a plats singel
    - kvartsfinal mixed dubbel
    - 2:a plats med det japanska laget

- Asiatiska mästerskapen TTFA/ATTU
  - 1967 i Singapore
    - 2:a plats singel
    - 1:a plats dubbel (med Shigeo Itoh)
    - 1:a plats med det japanska laget

  - 1968 i Jakarta
    - 1:a plats singel
    - 2:a plats dubbel
    - 1:a plats mixed dubbel
    - 1:a plats med det japanska laget

  - 1970 i Nagoya
    - kvartsfinal singel
    - 3:e plats dubbel
    - 1:a plats med det japanska laget

  - 1972 i Beijing
    - kvartsfinal singel
    - 1:a plats dubbel (med Tetsuo Inoue)
    - 2:a plats mixed dubbel
    - 1:a plats med det japanska laget

  - 1974 i Yokohama
    - 3:e plats singel
    - 1:a plats dubbel (med Nobuhiko Hasegawa)
    - 1:a plats mixed dubbel (med Tetsuo Inoue)
    - 2:a plats med det japanska laget

  - 1976 i Pyongyang
    - 1:a plats dubbel (med Tomie Edano)
    - 2:a plats med det japanska laget

- Asian Games
  - 1974 i Teheran
    - 2:a plats singel
    - 1:a plats dubbel
    - 3:e plats mixed dubbel
    - 2:a plats med det japanska laget